# Rubanier émergé
Sparganium emersum
Espèce
Classification APG III (2009)
Statut de conservation UICN

 LC  : Préoccupation mineure
le Rubanier émergé (Sparganium emersum) est une espèce de plantes herbacées semi-aquatiques et plus précisément amphiphyte puisqu'elle supporte d'avoir ses racines émergées. On la rencontre en particulier en bordure de plans d'eau à forte variation de niveau et sur les berges des bras morts et des rivières à faible courant.

## Description
Autrefois dénommée Sparganium simplex, cette plante vivace mesure entre 20 et 80 cm de haut dont la base est souvent immergée, bien que contrairement à d'autres plantes semi-aquatiques, elle supporte l'émersion de ses racines. Ses feuilles sont dressées et plus rarement flottantes que celles des autres Sparganium. L'inflorescence n'est pas ramifiée : un axe unique aux coudes multiples porte une série de capitules d'une taille généralement comprise entre 5 et 20 mm, les inférieurs pédonculés et séparés par des bractées. Les inflorescences mâles sont situées dans les parties supérieure et sommitale tandis que les femelles occupent la partie inférieure. Les fleurs sont vertes mais leur petite taille fait que les têtes mâles paraissent blanches (couleur du filet) et jaunes (couleur des étamines) et les femelles blanches (couleur du pistil).

La floraison a lieu entre juin et septembre.

Les fruits sont des akènes en forme de fuseau, larges de 2 mm. Ils sont disséminées par les eaux (hydrochorie) auprès desquelles pousse la plante mère.
La plupart des organes aériens disparaissent à la mauvaise saison pour se reconstituer au printemps à partir des rhizomes.

## Habitat et distribution
Le Rubanier émergé est présent dans presque toute la France métropolitaine.

Son aire de répartition couvre l'Europe, l'Asie et l'Amérique du Nord.

## Statut
En France cette espèce est protégée sur le territoire de l'ancienne région Rhône-Alpes.
Elle constitue une espèce indicatrice pour les habitats suivants :

### codes cahiers d'habitats
- 3150-1 : Plans d'eau eutrophes avec végétation enracinée avec ou sans feuilles flottantes
- 3150-4 : Rivières, canaux et fossés eutrophes des marais naturels
- 3260-3 : Rivières à Renoncules oligo-mésotrophes à méso-eutrophes, acides à neutres
- 3260-5 : Rivières eutrophes (d'aval), neutres à basiques, dominées par des Renoncules et des Potamots
- 3260-6 : Ruisseaux et petites rivières eutrophes neutres à basiques
- 3290-2 : Aval des rivières méditerranéennes intermittentes

### codesEUNIS
- C2.1B : Végétations eutrophes des ruisseaux de sources
- C2.28 : Végétations eutrophes des cours d'eau à débit rapide
- C2.34 : Végétations eutrophes des cours d'eau à débit lent
- C2.44 : Végétations eutrophes des cours d'eau tidaux